# Pteropus livingstonii
Espèce
Statut de conservation UICN

 CR A2c : 
En danger critique
Statut CITES
La Roussette de Livingstone (Pteropus livinstonii ) est une espèce de chauve-souris du genre Pteropus. Elle fait partie de la liste des 100 espèces les plus menacées au monde établie par l'UICN en 2012.

## Description
C'est l'espèce de chauve-souris la plus grosse et la plus rare de l'archipel. L'envergure de ses ailes peut atteindre 1,40 mètre. 

## Répartition et habitat
Cette espèce est endémique aux îles d' Anjouan et Mohéli en union des Comores. Elle vit dans la forêt tropicale humide. Elle se perche notamment sur les espèces Ficus esperata, Girostpula comoriensis, Gambeya spp., Ficus lutea et Nuxia pseudodentata.
En 2003, la population était estimée à 1 200 individus.